# Горизонтальный перенос генов

Дерево жизни — показан горизонтальный перенос генов

Горизонта́льный перено́с ге́нов (ГПГ) — процесс, в котором организм передаёт генетический материал организму-непотомку. В вертикальном переносе генов, напротив, организм получает генетический материал от предка. Генетика занимается в основном простым вертикальным переносом генов.
Искусственный горизонтальный перенос генов используется в генной инженерии.

## История
Горизонтальный перенос генов впервые был описан в Японии в 1959 году публикацией, которая продемонстрировала передачу устойчивости к антибиотикам между разными видами бактерий. В середине 1980-х годов Майкл Сивянен предположил, что горизонтальный перенос генов существовал, имел биологическое значение и был вовлечён в формирование эволюционной истории с начала жизни на Земле.
В 1999 году Рави Джайн, Мария Ривера и Джеймс Лейк писали: «Всё чаще исследования генов и геномов указывают, что значительная горизонтальная передача генов произошла между прокариотами» (см. также Lake и Rivera, 2007). Этот процесс, по-видимому, оказал некоторое влияние также и на одноклеточные эукариоты. Как пишут Эрик Баптест и др. (2005), «дополнительные данные свидетельствуют о том, что перенос генов может быть также важным эволюционным механизмом в эволюции простейших».
Карл Вёзе в 2004 г. опубликовал статью, в которой утверждал, что между древними группами живых организмов происходил массивный перенос генетической информации. В древнейшие времена преобладал процесс, который он называет горизонтальным переносом генов. Причём чем дальше в прошлое, тем это преобладание сильнее.
Существует ряд доказательств того, что были затронуты даже высшие растения и животные, и это вызывает озабоченность в плане безопасности. Так, в 2010 году группой учёных под руководством Седрика Фешотта (Cédric Feschotte) в результате анализа геномов млекопитающих (опоссумов и обезьян саймири), покусанных южноамериканским кровососущим клопом Rhodnius prolixus, был обнаружен горизонтальный перенос фрагмента ДНК — транспозона. Идентичность этого фрагмента в ДНК млекопитающих и насекомых достигает 98 %.
Однако Аарон Ричардсон и Джеффри Палмер (2007) утверждают: «Горизонтальный перенос генов играл главную роль в бактериальном развитии и довольно распространён у некоторых одноклеточных эукариот. Тем не менее распространённость и значение горизонтального переноса в эволюции многоклеточных эукариот остаются неясными».
В связи с увеличивающимся количеством свидетельств, предполагающих важность этих явлений для развития (см. ниже), молекулярный биолог Петер Гогартен описал горизонтальную генную передачу как «новую парадигму биологии».

## Вирусы
Примером переноса генов между вирусами служат мимивирус и небольшой вирофаг «Спутник». Оба они заражают амёбы, но вирофаг не способен к размножению в отсутствие мимивируса. Из 13 генов вирофага, которые мало похожи на другие гены, 3 сходны с генами мимивируса и мамавируса и, возможно, были включены в геном вирофага в момент формирования частиц. Можно предположить, что вирус-сателлит мог выполнить горизонтальную передачу генов между вирусами аналогично тому, как бактериофаги передают гены между бактериями.